# Damernas stafett i längdskidåkning vid olympiska vinterspelen 2022
Damernas stafett i längdskidåkning vid olympiska vinterspelen 2022 (4 × 5 km) hölls på anläggningen Kuyangshu skid- och skidskyttecenter i Zhangjiakou i Kina den 12 februari 2022.
Julija Stupak, Natalja Neprjajeva, Tatjana Sorina och Veronika Stepanova som tävlade för ROC blev guldmedaljörer. Tyskland tog silvret och Sverige tog bronset.

## Resultat
Tävlingen startade klockan 15:30.
| Placering | Nr | Nation                                                                               | Tid                                       | Diff.   |
| --------- | -- | ------------------------------------------------------------------------------------ | ----------------------------------------- | ------- |
| 1         | 2  | ROC Julija Stupak Natalja Neprjajeva Tatjana Sorina Veronika Stepanova               | 53.41,0 14.21,3 14.06,4 12.39,2 12.34,1   |         |
| 2         | 5  | Tyskland Katherine Sauerbrey Katharina Hennig Victoria Carl Sofie Krehl              | 53.59,2 14.22,8 14.00,6 12.38,5 12.57,3   | +18,2   |
| 3         | 6  | Sverige Maja Dahlqvist Ebba Andersson Frida Karlsson Jonna Sundling                  | 54.01,7 14.41,1 14.07,3 12.48,5 12.24,8   | +20,7   |
| 4         | 3  | Finland Anne Kyllönen Johanna Matintalo Kerttu Niskanen Krista Pärmäkoski            | 54.02,2 14.33,9 14.15,0 12.31,1 12.42,2   | +21,2   |
| 5         | 1  | Norge Tiril Udnes Weng Therese Johaug Helene Marie Fossesholm Ragnhild Haga          | 54.09,8 14.48,4 13.57,8 12.30,4 12.53,2   | +28,8   |
| 6         | 4  | USA Hailey Swirbul Rosie Brennan Novie McCabe Jessie Diggins                         | 55.09,2 14.46,0 14.13,8 12.59,7 13.09,7   | +1.28,2 |
| 7         | 7  | Schweiz Laurien van der Graaff Nadine Fähndrich Nadja Kälin Alina Meier              | 56.41,5 14.45,2 14.12,9 13.38,5 14.04,9   | +3.00,5 |
| 8         | 18 | Italien Anna Comarella Caterina Ganz Martina Di Centa Lucia Scardoni                 | 57.20,5 15.28,1 15.11,4 13.17,9 13.23,1   | +3.39,5 |
| 9         | 9  | Kanada Katherine Stewart-Jones Dahria Beatty Cendrine Browne Olivia Bouffard-Nesbitt | 57.20,9 15.04,5 15.01,6 13.17,0 13.57,8   | +3.39,9 |
| 10        | 16 | Kina Chi Chunxue Li Xin Jialin Bayani Ma Qinghua                                     | 57.49,7 15.02,9 15.15,9 13.39,5 13.51,4   | +4.08,7 |
| 11        | 10 | Japan Masako Ishida Masae Tsuchiya Chika Kobayashi Miki Kodama                       | 58.40,6 14.33,6 15.53,9 13.59,8 14.13,3   | +4.59,6 |
| 12        | 17 | Frankrike Léna Quintin Delphine Claudel Flora Dolci Mélissa Gal                      | 59.03,9 16.06,6 15.23,8 13.23,6 14.09,9   | +5.22,9 |
| 13        | 8  | Tjeckien Tereza Beranová Petra Nováková Kateřina Janatová Petra Hynčicová            | 59.32,6 17.08,7 15.27,8 13.14,6 13.41,5   | +5.51,6 |
| 14        | 12 | Polen Izabela Marcisz Monika Skinder Weronika Kaleta Karolina Kukuczka               | 1:00.21,5 15.24,8 16.01,4 14.24,8 14.30,5 | +6.40,5 |
| 15        | 11 | Kazakstan Kseniya Shalygina Angelina Shuryga Nadezhda Stepashkina Irina Bykova       | 1:01.15,4 15.51,3 16.00,4 14.12,0 15.11,7 | +7.34,4 |
| 16        | 14 | Estland Kaidy Kaasiku Mariel Merlii Pulles Keidy Kaasiku Aveli Uustalu               | 1:01.18,9 15.45,5 15.38,9 14.02,2 15.52,3 | +7.37,9 |
| 17        | 15 | Lettland Patrīcija Eiduka Kitija Auziņa Baiba Bendika Samanta Krampe                 | 1:01.20,6 15.20,8 16.11,0 13.11,8 16.37,0 | +7.39,6 |
| 18        | 13 | Ukraina Viktoriya Olekh Valiantsina Kaminskaya Maryna Antsybor Daria Rublova         | Varvad 17.55,5 Varvad                     | +9      |